# Thunbergia purpurata
Thunbergia purpurata är en akantusväxtart som beskrevs av William Henry Harvey och C. B. Cl.. Thunbergia purpurata ingår i släktet thunbergior, och familjen akantusväxter. Inga underarter finns listade i Catalogue of Life.